# Трофановка
Трофановка (укр. Трофанівка) — село в Заболотовской поселковой общине Коломыйского района Ивано-Франковской области Украины.
Население по переписи 2001 года составляло 704 человека. Занимает площадь 1,75 км². Почтовый индекс — 78314. Телефонный код — 03476.